# Dignomus damascenes
Dignomus damascenes là một loài bọ cánh cứng trong họ Ptinidae. Loài này được Baudi di Selve miêu tả khoa học năm 1873.